# Giuse Hoàng Lương Cảnh
Giuse Hoàng Lương Cảnh là một trùm họ của giáo xứ Thổ Hà (nay thuộc Bắc Giang) và là thầy lang tử vì đạo dưới triều vua Minh Mạng, được Giáo hội Công giáo Rôma phong Hiển Thánh vào năm 1988. 
Ông sinh năm 1763 tại làng Vạn (nay thuộc thành phố Bắc Ninh), nhưng sinh sống ở làng Thổ (nay thuộc xã Vân Hà, huyện Việt Yên, tỉnh Bắc Giang, thuộc Giáo phận Bắc Ninh) là một thầy lang có tiếng, thường chữa bệnh miễn phí cho người nghèo. Là trùm họ giáo Thổ Hà, ông đã gia nhập dòng Đa Minh và rửa tội cho nhiều người trong giờ hấp hối, đặc biệt là trẻ em. Bị tố cáo là tàng trữ đồ đạo và chứa chấp đạo trưởng, khi ông đến bến đò Thổ Hà thì bị bắt, đóng gông và giải về nhà giam Bắc Ninh cùng với Phêrô Nguyễn Văn Tự, thầy Đaminh Úy, ba ông trùm khác và một giáo dân. Ngày 5 tháng 9 năm 1838, ông bị trảm quyết tại pháp trường Cổ Mễ (cách Tòa giám mục Bắc Ninh khoảng 5 km). Xác chôn tại pháp trường. Đêm thứ hai, một số người không đi đạo ra đào lấy xác và bán lại cho giáo dân làng Thổ Hà 36 quan. Giáo dân đưa về an táng tại nhà thờ họ. Hiện nay, hài cốt của ông được lưu giữ trong nhà thờ họ Hương La, xứ Tử Nê, Giáo phận Bắc Ninh.